# 조선민주주의인민공화국 중앙재판소
조선민주주의인민공화국 최고재판소(朝鮮民主主義人民共和國 最高裁判所)는 조선민주주의인민공화국의 최고 사법 기관이다. 평양직할시에 소재하고 있으며 약칭은 최고재(最高裁), 최고법(最高法)이다. 과거에는 중앙재판소(中央裁判所)로 불렸다(1972년 ?월 ~ 2010년, 2016년 6월 ~ 2025년 1월). 대한민국의 대법원에 해당되는 기관이다.

## 연혁
- 1948년 9월 - 최고재판소(最高裁判所) 설치
- 1972년 사회주의 헌법 제정과 함께 중앙재판소(中央裁判所)로 명칭 변경
- 2010년 4월 - 최고재판소로 명칭 변경
- 2016년 6월 29일 - 사회주의 헌법 개정을 통해 중앙재판소로 명칭 변경
- 2025년 1월 - 최고재판소로 명칭 변경

## 역할
최고재판소는 조선민주주의인민공화국 사회주의헌법에 의해 소장(판사)과 2명의 인민참심원으로 구성된다. 최고재판소 소장은 입법 기관인 최고인민회의가 임명한다. 
최고재판소는 도재판소, 직할시 재판소, 인민재판소, 특별재판소(군사재판소, 철도재판소) 등 하급 재판소를 지휘, 감독한다. 도재판소, 직할시재판소나 인민재판소 등 하급 재판소 판사와 인민참심원은 지방인민회의(지방의회)에서 임명하며 특별재판소 소장과 인민참심원은 중앙재판소가 임명한다. 모든 재판소는 판사와 2명의 인민참심원으로 구성되며 특별 재판의 경우는 3명의 판사가 실시한다.
조선민주주의인민공화국의 사법 기관은 2심제를 채택하고 있으며 변호사 제도도 있지만 형식적인 제도로 남아 있다. 조선민주주의인민공화국의 사법 기관에는 위헌법률심판 기능이 없으며 최고재판소는 최고검찰소를 두고 있다.

## 역대 소장
- 김익선 : 1948년 9월 2일 ~
- 허정숙 : 1959년 10월 29일 ~ 1961년 11월 24일
- 김인석 : 1961년 11월 24일 ~ 1965년 9월
- 허정숙 : 1965년 9월 ~ 1972년 10월
- 방학세 : 1972년 12월 ~ 1992년 7월 18일
- 최원익 : 1992년 ~ 1998년 9월
- 김병률 : 1998년 9월 ~ 2013년 11월
- 박명철 : 2014년 4월 ~ 2016년 6월
- 강윤석 : 2016년 6월 ~ 2021년 9월
- 차명남[6] : 2021년 9월 ~ 2023년 3월
- 최근영 : 2023년 3월 ~ 현재

## 같이 보기
- 대법원
- 대한민국 대법원
- 일본 최고재판소
- 조선민주주의인민공화국 중앙검찰소
- 조선민주주의인민공화국 사법성